# Divine Word College
La Divine Word College è un'università privata di indirizzo cattolico con sede a Epworth, nello stato americano dell'Iowa.
Le origini del college si ricollegano con quelle del Saint Mary's Seminary, aperto nel 1909 dai verbiti per la preparazione al sacerdozio dei membri della congregazione. Il Divine Word College fu inaugurato nel 1964.